# Lissonota bicincta
Lissonota bicincta är en stekelart som beskrevs av Szepligeti 1899. Lissonota bicincta ingår i släktet Lissonota och familjen brokparasitsteklar. Utöver nominatformen finns också underarten L. b. corsicator.